# Vind die domme trut en gooi haar in de rivier
Vind die domme trut en gooi haar in de rivier is een Nederlandse televisiefilm uit 2017 uit de serie Telefilm. De film werd uitgezonden door de NTR op 12 april 2017.

## Verhaal
Remco en zijn zus Lizzy helpen hun vader met zijn illegale puppyhandel. Als er een aantal ziek blijken te zijn besluiten ze de puppy's in de rivier te gooien. Remco filmt het maar als hij de video online zet komen ze in de problemen.

## Achtergrond
Aanleiding voor de film is een video die veel afschuw opwekte op sociale media.